# Rocky Balboa (film)
Rocky Balboa – amerykański dramat sportowy z 2006 roku w reżyserii Sylvestra Stallone’a. Film ten jest szóstą częścią serii o pięściarzu Rockym Balboa. W rolę przeciwnika Rocky’ego, Masona Dixona, wcielił się Antonio Tarver – profesjonalny bokser. Zdjęcia do filmu kręcono w 2005 roku w Filadelfii i Las Vegas.

## Fabuła
Rocky Balboa, dwukrotny mistrz świata wagi ciężkiej jest wdowcem. Ma około pięćdziesięciu lat i prowadzi małą restaurację o nazwie „Adrian’s”. Ciągle mieszka w Filadelfii, lecz żyje przeszłością i nie może pogodzić się ze stratą żony, która umarła na raka jajnika. Jego stosunki z synem nie są w najlepszej formie. W tym czasie na ringu niepodzielnie rządzi Mason „The Line” Dixon. Publiczność go nie lubi, gdyż wygrywa z każdym w pierwszych rundach, czyniąc z walk nudne widowisko. Telewizja ESPN tworzy symulację komputerową, w której Mason walczy z Rockym. Zwycięża ten drugi. Zdenerwowany faktem przegranej mistrz wyzywa Rocky’ego na prawdziwą walkę. Rocky czując, że będzie to ucieczka od przeszłości, przyjmuje wyzwanie. Podczas gdy dla pewnego zwycięstwa Masona walka jest przedstawieniem, dla Rocky’ego to jak najbardziej poważny pojedynek. Wydarzenie pilnie obserwują media, które zaczynają interesować się wracającym na ring bokserem.
Nadchodzi czas walki. Na trybunach obecna jest Marie – przyjaciółka Włocha oraz jego syn – Rocky Jr. Dixon od samego początku ma przewagę i doprowadza do dwóch upadków Balboy. Rocky’emu kołuje się w głowie już po paru rundach. Potem inicjatywę przejmuję pięściarz z Filadelfii. Zaczyna dominować ciosami nad swoim rywalem. Obaj bokserzy są zmęczeni i zakrwawieni. Mason nie daje rady skutecznie odeprzeć ataków „Włoskiego Ogiera”. Po ciężkim i zaciętym pojedynku oraz morderczych dziesięciu rundach, jednym punktem wygrywa Mason „The Line” Dixon.

## Soundtrack
| #   | Artysta       | Utwór                              |
| --- | ------------- | ---------------------------------- |
| 1.  | Bill Conti    | „Gonna Fly Now (Theme from Rocky)” |
| 2.  | Survivor      | „Eye of the Tiger”                 |
| 3.  | Bill Conti    | „Going the Distance”               |
| 4.  | James Brown   | „Living in America”                |
| 5.  | Bill Conti    | „Redemption (Theme from Rocky II)” |
| 6.  | Bill Conti    | „Fanfare for Rocky”                |
| 7.  | Survivor      | „Burning Heart”                    |
| 8.  | Bill Conti    | „Conquest”                         |
| 9.  | Bill Conti    | „Adrian”                           |
| 10. | Robert Tepper | „No Easy Way Out”                  |
| 11. | Bill Conti    | „Rocky's Reward”                   |
| 12. | Bill Conti    | „Alone in the Ring”                |
| 13. | John Cafferty | „Heart's on Fire”                  |
| 14. | Bill Conti    | „Can't Stop the Fire”              |
| 15. | Bill Conti    | „Mickey”                           |
| 16. | Bill Conti    | „Overture”                         |
| 17. | Three 6 Mafia | „It's a Fight”                     |
| 18. | Bill Conti    | „Gonna Fly Now (John X Remix)”     |